# アンブロワーズ・マリー・フランソワ・ジョセフ・パリゾ・ド・ボーヴォワ

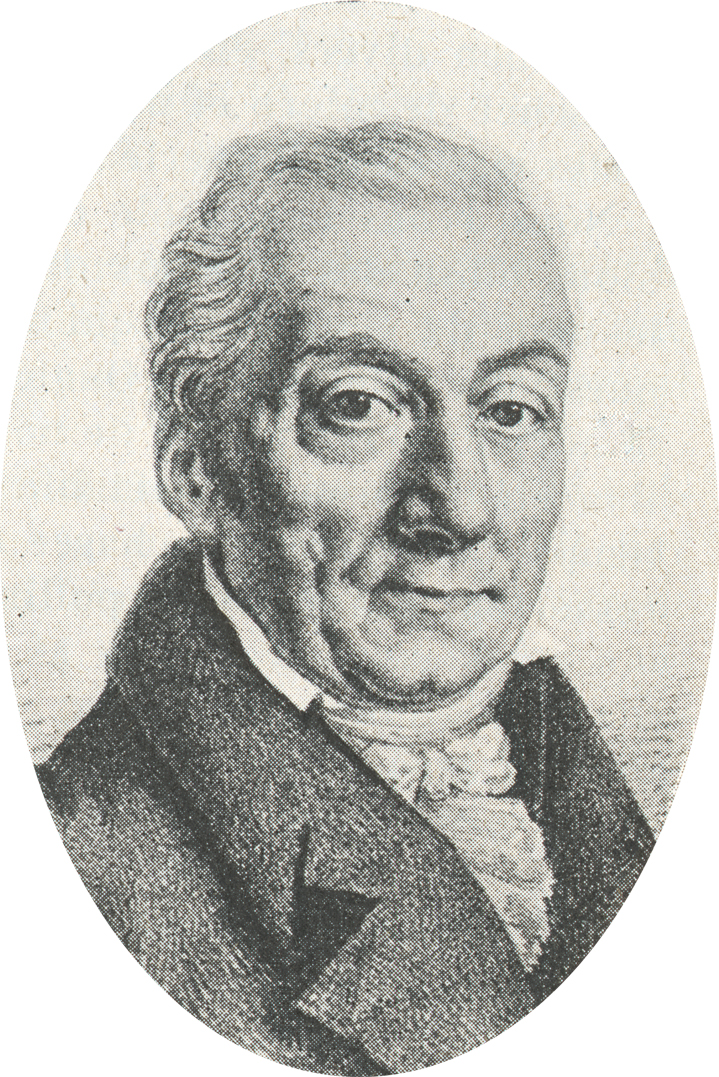
Ambroise Marie François Joseph Palisot, baron de Beauvois.

アンブロワーズ・マリー・フランソワ・ジョセフ・パリゾ、バロン・ド・ボーヴォワ（Ambroise Marie François Joseph Palisot, Baron de Beauvois、1752年7月21日 - 1820年1月21日）は、フランスの博物学者である。

## 略歴
ノール＝パ・ド・カレー地域圏のアラスに生まれた。はじめ法律を学び、パリの議会で働いたが、博物学に転じ、ベルナール・ド・ジュシューに学び、1781年に科学アカデミーの准会員に任じられた。1786年からアフリカの学術旅行を行い、西アフリカのベナンの未踏地を訪れ、多くの昆虫、植物の標本をパリに送った。1788年にハイチに渡り、植民地の高等委員会の委員となり、奴隷制度の廃止のために働いた。ハイチでの独立運動による混乱から避難するためにハイチを離れるが、フランス革命で、フランスの本国でパリソが起訴され、財産は没収されていたので、1793年にアメリカ合衆国のフィラデルフィアに渡った。この時ハイチで収集した標本は失われた。
アメリカでは生活のために、サーカスの楽団などで働いたが、フランス大使アデット（Pierre Auguste Adet）の尽力で博物学の仕事に戻った。アメリカ中部を旅し、先住民と数ヶ月暮らした。フィラデルフィア自然史アカデミーのメンバーとなり、調査結果を発表した。
1798年に追放が解除されフランスに戻った。1806年に没したミシェル・アダンソンの後任として科学アカデミーの会員となり、1915年には大学評議会の委員も務めた。
ツユクサ科の植物の属名、Palisotaに献名されている。

## 著作
- Flore d'Oware et de Benin (1804–1821, deux volumes, 120 planches).
- Insectes recueillis en Afrique et en Amérique (1805–1821, 90 planches).
- Prodrome des cinquième et sixième familles de l'Æthéogamie, les mousses, les lycopodes (1805).
- Essai d'une nouvelle agrostographie (1812).
- Muscologie ou traité sur les mousses (1822).